# Reinhard Weitzel von Mudersbach
Reinhard Ludwig Weitzel von Mudersbach (* 28. Februar 1853 in Wegenitz; † 26. April 1911 in Allenstein) war Fideikommissbesitzer und Mitglied des Deutschen Reichstags.

## Leben
Reinhard Weitzel von Mudersbach stammt aus dem Adelsgeschlecht Weitzel von Mudersbach und war der älteste Sohn des 1860 nobilitierten Karl Ludwig von Weitzel-Mudersbach und der Luise Türcke. Er selbst besuchte als Zögling von 1866 bis 1874 die Ritterakademie in Dom Brandenburg. Zeitgleich dort Schüler waren u. a. Friedrich Wilhelm von Loebell, Hermann Otto Louis Karl Graf von Schwerin, und Ernst von Jagow. Dann ging Weitzel von Mudersbach auf die Universitäten Straßburg und Leipzig. Er trat nach einjährigem Studium beim 23. Dragoner-Regiment in Darmstadt ein, nahm als Offizier den Abschied und übernahm 1881 den väterlichen Besitz im ostpreußischen Osterwein. Auf 1894 datiert sein Eintrag im Millionärs-Adressbuch.
Von 1898 bis 1903 war er Mitglied des Deutschen Reichstags für den Reichstagswahlkreis Regierungsbezirk Königsberg 8 und die Deutschkonservative Partei. Zwischen 1901 und 1903 war er auch Mitglied des Preußischen Abgeordnetenhauses.
Seit 1888 war Reinhard mit Hildegard von Katzler verheiratet, die als Witwe in Merseburg lebte. Das Ehepaar hatte eine Tochter Luise, die mit dem Kunstmaler Wilhelm Marx liiert war. Die drei Söhne waren der Erbe Karl Ludwig Hermann Bernhard Rudolf, Bernhard Ludwig (* 1892; † 1939) und der Jurist Georg, verheiratet mit Renate von Katzler, wohnhaft 1940 in Berlin.
Nach der großen Wirtschaftskrise Anfang der 1930er Jahre betrug der Größenumfang des Rittergutes Osterwein, betreut durch Oberleutnant Karl Ludwig Weitzel von Mudersbach, noch 1420 ha, davon waren 3 ha Forsten.